# إرنست بيرجمان
إرنست بيرجمان (بالألمانية: Ernst Bergmann)‏ هو فيلسوف ألماني، ولد في 7 أغسطس 1881 في كولديتس في ألمانيا، وتوفي في 16 أبريل 1945 في ناومبورغ في ألمانيا.